# Chtche ne vmerla Ukraini
O Hino Estatal da Ucrânia, também conhecido por seu incipit “Shche ne vmerla Ukrainy i slava, i volia” e seu título original “Shche ne vmerla Ukraina”, é um dos símbolos estatais da Ucrânia.
A letra é uma versão ligeiramente modificada do primeiro verso e do refrão da canção patriótica “Shche ne vmerla Ukrainy”, escrita em 1862 por Pavlo Chubynskyi, um etnógrafo de Kiev. Em 1863, Mykhailo Verbytskyi, um compositor e padre católico, compôs a música para acompanhar a letra de Chubynskyi. A primeira apresentação pública coral da peça foi em 1864, no Teatro Ruska Besida, em Lviv.
Em 1865, a canção foi executada na cidade polonesa de Przemyśl (então parte do Reino da Galícia e Lodomeria, Império Austríaco) durante uma comemoração de Taras Shevchenko. Esse momento histórico mais tarde se tornou a base para o Dia do Hino Nacional da Ucrânia, que é comemorado anualmente em 10 de março.
Na primeira metade do século XX, durante tentativas fracassadas de conquistar a independência e criar um estado a partir dos territórios do Império Russo, da Polônia e da Áustria-Hungria, a música foi o hino nacional da República Popular da Ucrânia, da República Popular da Ucrânia Ocidental e da Cárpato-Ucrânia. Foi realizada uma competição para um hino nacional após a separação da Ucrânia da União Soviética, e uma das canções foi “Za Ukrainu”, do escritor e ator ucraniano Mykola Voronyi. “Shche ne vmerla Ukrainy” foi oficialmente adotado pelo Verkhovna Rada, o parlamento da Ucrânia, em 15 de janeiro de 1992. A letra oficial foi adotada em 6 de março de 2003 pela Lei sobre o Hino Estatal da Ucrânia (em ucraniano:  Закон «Про Державний гімн України»).

## História

### Antecedentes
O hino nacional ucraniano pode ser atribuído a uma das festas do etnógrafo ucraniano Pavlo Chubynskyi, que ocorreu no outono de 1862. Os estudiosos acreditam que a canção patriótica polonesa “Mazurek Dąbrowskiego”, que data de 1797 e mais tarde se tornou o hino nacional da Polônia e das Legiões Polonesas, também influenciou a letra de Chubynskyi. A canção patriótica polonesa era popular entre as nações da antiga Comunidade Polonesa-Lituana que, na época, lutavam por sua independência; a Revolta de Janeiro começou alguns meses depois que Chubynskyi escreveu sua letra. De acordo com um memorialista que estava presente, Chubynskyi escreveu a letra espontaneamente depois de ouvir estudantes sérvios cantando “Srpska pesma” (lit. “Canção sérvia”) de Svetozar Miletić, durante uma reunião de estudantes sérvios e ucranianos em um apartamento em Kiev.
As palavras de Chubynskyi foram rapidamente adotadas pelos primeiros ucranófilos. Em 1862, o chefe dos gendarmes, o príncipe Vasily Dolgorukov, exilou Chubynskyi na província de Arkhangelsk por causa da “influência perigosa na mente dos plebeus”.
O poema foi publicado oficialmente pela primeira vez em 1863, quando apareceu na quarta edição do jornal Meta, de Lviv; o jornal atribuiu erroneamente o poema a Taras Shevchenko. Tornou-se popular nos territórios que hoje fazem parte da Ucrânia Ocidental e chamou a atenção de um membro do clero ucraniano, Mykhailo Verbytskyi, da Igreja Greco-Católica Ucraniana. Inspirado pela letra de Chubynskyi, Verbytskyi, na época um compositor de destaque na Ucrânia, decidiu musicá-la. A letra foi publicada pela primeira vez com a partitura de Verbytskyi em 1865. A primeira apresentação pública coral da peça foi em 1864, no Teatro Ruska Besida, em Lviv.
Uma das primeiras gravações desse hino (então escrito “Szcze ne wmerła Ukrajiny ni sława, ni wola”) em ucraniano foi lançada em um disco de gramofone pela Columbia Phonograph Company durante a Primeira Guerra Mundial, em 1916. Como canção folclórica, foi interpretada por um emigrante ucraniano de Lviv e residente em Nova York, Mykhailo Zazuliak, em 1915.

### Uso inicial
“Shche ne vmerla Ukraina” não foi usado como um hino estatal até 1917, quando foi adotado pela República Popular da Ucrânia como seu hino nacional. Ainda assim, mesmo entre 1917 e 1921, a música não foi adotada legislativamente como um hino estatal exclusivo, pois outros hinos também eram usados na época.

### Durante o período soviético
Em 1922, a RSS da Ucrânia assinou o Tratado sobre a Criação da URSS com a RSFS da Rússia, a RSFS da Transcaucásia e a RSS da Bielorrússia, que criou a União Soviética. Posteriormente, as autoridades decidiram que cada república soviética separada poderia ter seu hino, mas “Šče ne vmerla Ukrainy” foi rejeitado em uma tentativa de ajudar a suprimir os sentimentos separatistas dos nacionalistas ucranianos. Em 1939, “Šče ne vmerla Ukrainy” foi adotado como o hino oficial do estado da Carpatho-Ucrânia.
Depois que Joseph Stalin ordenou que a “A International” fosse substituída pelo Hino Estatal da União Soviética em 1944, todas as repúblicas constituintes da união foram forçadas a produzir cada um de seus hinos regionais representativos também. O governo ucraniano criou uma comissão sobre o hino em 23 de fevereiro de 1944. As autoridades soviéticas, depois de um período de luta, conseguiram persuadir os intelectuais públicos a criar um hino com uma letra adequada aos seus interesses políticos e uma música sem nenhum elemento nacional ucraniano. Em 23 de fevereiro, o presidente ucraniano Mykhailo Hrechukha deu início a uma reunião lendo uma sinopse do futuro hino na frente de músicos e literatos: a união da nação ucraniana com os soviéticos foi prevista para a primeira estrofe; o povo ucraniano, suas lutas e a “liberdade” sob Lenin e Stalin foram previstos para a segunda estrofe; o “florescimento” econômico e político da Ucrânia na união foi previsto para a terceira estrofe. O refrão foi concebido para ser usado após cada estrofe, que foi considerado um hino à união dos povos soviéticos e à Ucrânia reunificada após a anexação soviética da Galícia Oriental e da Volínia. Os compositores trabalharam na partitura antes da decisão sobre a letra; em fevereiro de 1945, 11 compositores foram selecionados como finalistas. A pontuação de Anton Lebedynets venceu com uma maioria esmagadora de votos, e a partitura foi adotada como a música do novo hino soviético em novembro de 1949. No início de janeiro de 1948, a letra de Pavlo Tychyna e o coautor Mykola Bazhan venceram; devido ao plágio de seu texto, Oleksa Novytskyi exigiu ser listado como coautor, mas sem sucesso. Em 21 de novembro de 1949, foi adotado o novo hino da República Socialista Soviética da Ucrânia. Borys Yarovynskyi editou e reorquestrou o hino em 1979. 

### Pós-independência
Em 15 de janeiro de 1992, “Šče ne vmerla Ukrainy” foi adotado pelo Parlamento ucraniano como o hino estatal e foi posteriormente instituído na Constituição ucraniana. No entanto, a letra do hino não foi adotada oficialmente até 6 de março de 2003, quando a Verkhovna Rada aprovou uma lei sobre o Hino de Estado da Ucrânia (Закон “Про Державний гімн України”), proposta pelo então presidente Leonid Kuchma. A lei propunha a música de Mykhailo Verbytskyi e a primeira estrofe e o refrão de Pavlo Chubynskyi de seu poema “Šče ne vmerla Ukrainy”. No entanto, a primeira linha da letra deveria ser alterada de Šče ne vmerla Ukraina, i slava, i volia para Šče ne vmerla Ukrainy i slava, i volia. A lei foi aprovada por uma maioria esmagadora de 334 votos em 450, com apenas 46 parlamentares contrários. Somente os membros do Partido Socialista da Ucrânia e do Partido Comunista da Ucrânia se abstiveram de votar. O hino nacional, que até então consistia oficialmente apenas na música de Mykhailo Verbytskyi, passaria a incluir também a letra modificada de Pavlo Chubynskyi.
A popularidade do hino ucraniano tornou-se particularmente alta na esteira dos protestos da Revolução Laranja de 2004 e do Euromaidan de 2013. O compositor ucraniano Valentyn Sylvestrov, que participou dos protestos ucranianos em Kiev, caracterizou o hino ucraniano da seguinte forma:

O hino ucraniano é incrível. A princípio, ele não o impressiona nem um pouco, mas isso é só à primeira vista. De fato, esse hino foi criado por Mykhailo Verbytskyi, um compositor clerical de meados do século XIX. Ele viveu sob a monarquia austríaca e provavelmente gostava de Schubert; ele tinha um dom eufônico - isso fica claro em suas composições litúrgicas. Ele era um compositor de igreja. E essa canção patriótica, ele criou como compositor de igreja. Esse cântico é um Aleluia. Nenhum outro hino tem isso! É uma peça única: o hino da Ucrânia, que ao mesmo tempo tem todas as características do início de uma liturgia. Alguma lembrança de uma liturgia, de uma vigília que durou a noite toda, submergiu nesse hino. Parece que o vento sopra nesse canto simples, como se os galhos das árvores estivessem cantando.

### Desde o Euromaidan e a Guerra Russo-Ucraniana
Durante os protestos da Euromaidan de 2013, o hino se tornou uma canção revolucionária para os manifestantes. Nas primeiras semanas dos protestos, eles cantaram o hino nacional uma vez por hora, liderados pela cantora Ruslana. Em World Affairs, Nadia Diuk argumenta que o hino nacional foi usado como “o toque de clarim da ‘revolução’” durante a Euromaidan, o que deu mais peso aos protestos do que os anteriores, como a Revolução Laranja, não tinham. Em uma pesquisa de 2014, após a pergunta “Como sua atitude em relação ao seguinte mudou no último ano?”, o Instituto Internacional de Sociologia de Kiev descobriu que a atitude em relação ao hino nacional ucraniano havia “melhorado muito” em 25,3% dos ucranianos, especialmente após o início da Guerra Russo-Ucraniana. Após o início da invasão russa na Ucrânia, várias orquestras na Europa e na América do Norte executaram o hino nacional ucraniano para demonstrar sua solidariedade com a Ucrânia.

## Letra
O incipit “Šče ne vmerla Ukrainy” lembra os ucranianos de sua luta pela identidade nacional e independência. Foi cantado como o hino nacional de fato na inauguração de Leonid Kravchuk, o primeiro presidente ucraniano, em 5 de dezembro de 1991, mas foi somente em 6 de março de 2003 que a letra de Chubynskyi tornou-se oficialmente parte do hino nacional. A Constituição da Ucrânia designou a música de Verbytskyi para o hino nacional em 28 de junho de 1996:

O Hino Estatal da Ucrânia é o hino nacional com a música de M. Verbytskyi, com letra confirmada pela lei adotada por pelo menos dois terços da composição constitucional da Verkhovna Rada da Ucrânia.—  Artigo 20 da Constituição da Ucrânia
Em 6 de março de 2003, o Parlamento da Ucrânia adotou oficialmente a letra do hino, optando por usar apenas a primeira estrofe e o refrão do poema original de Chubynskyi, modificando ligeiramente a primeira estrofe.

### Letras oficiais atuais
| Original ucraniano | Original ucraniano | Original ucraniano | Tradução em português |
| Escrita cirílica | Transliteração | Transcrição IPA | Tradução em português |
| --- | --- | --- | --- |
| Ще не вмерла України і слава, і воля, Ще нам, браття молодії, усміхнеться доля. Згинуть наші воріженьки, як роса на сонці. Запануєм і ми, браття, у своїй сторонці. 𝄆 Душу й тіло ми положим за нашу свободу, І покажем, що ми, браття, козацького роду. 𝄇 | Shche ne vmerla Ukrainy i slava, i volia. Shche nam, brattia molodii, usmikhnet'sia dolia. Zhynuť nashi vorizhen'ky, yak rosa na sontsi, Zapanuyem i my, brattia, u svoiy storontsi. 𝄆 Dushu y tilo my polozhym za nashu svobodu, I pokazhem, shcho my, brattia, kozats'koho rodu. 𝄇 | [ʃt͡ʃɛ nɛ‿ˈu̯mɛɾ.ɫɐ ʊ.kɾɐ.ˈi.nɘ i ˈsɫɑ.ʋɐ i ˈwɔ.ʎɐ \|] [ʃt͡ʃɛ nɑm ˈbɾɑt.tʲɐ mo.ɫo.ˈdi.ji \| ʊs.mix.ˈnɛtʲ.sʲɐ ˈdɔ.ʎɐ ‖] [ˈzɦɪ.nʊtʲ ˈnɑ.ʃi wo.ɾi.ˈʒɛɲ.kɘ \| jɑk ro.ˈsɑ nɑ ˈsɔn.t͡si \|] [zɐ.pɐ.ˈnu.jem i mɪ ˈbɾɑt.tʲɐ \| u swo.ˈij sto.ˈɾɔn.t͡si ‖] 𝄆 [ˈdu.ʃʊ‿j ˈti.ɫo mɪ po.ˈɫɔ.ʒɘm \| zɑ ˈnɑ.ʃʊ swo.ˈbɔ.dʊ \|] [i po.ˈkɑ.ʒem ʃt͡ʃɔ mɪ ˈbɾɑt.tʲɐ \| ko.ˈzɑt͡sʲ.ko.ɦo ˈrɔ.dʊ ‖] 𝄇 | A glória e a vontade da Ucrânia ainda não pereceram, E ainda sobre nós, irmãos, o destino sorrirá mais uma vez. Nossos inimigos se derreterão, como o orvalho ao sol. E nós também governaremos, ó irmãos, a nossa própria pátria. Alma e corpo entregaremos por nossa liberdade, E mostraremos, ó irmãos, que somos uma Família Cossaca! 𝄇 |

### Letra moderna completa
O primeiro verso e o refrão da letra a seguir constituem uma versão mais popular (comumente executada) do hino.
| Original ucraniano | Original ucraniano | Original ucraniano | Tradução em português |
| Escrita cirílica | Transliteração | Transcrição IPA | Tradução em português |
| --- | --- | --- | --- |
| I Ще не вмерла України ні слава, ні воля. Ще нам, браття-українці, усміхнеться доля. Згинуть наші вороженьки, як роса на сонці, Запануєм і ми, браття, у своїй сторонці. Приспів: Душу й тіло ми положим за нашу свободу, І покажем, що ми, браття, козацького роду! II Станем браття, в бій кривавий, від Сяну до Дону В ріднім краю панувати не дамо нікому. Чорне море ще всміхнеться, дід Дніпро зрадіє, Ще на нашій Україні доленька наспіє. Приспів III А завзяття, праця щира свого ще докаже, Ще ся волі в Україні піснь гучна розляже. За Карпати відіб’ється, згомонить степами, України слава стане поміж народами. 𝄆 Приспів 𝄇 | Šče ne vmerla Ukrainy ni slava, ni volia, Šče nam, brattia-ukrainci, usmichneťsia dolia. Zhynuť naši vorožeńky, jak rosa na sonci, Zapanujem i my, brattia, u svoij storonci. Pryspiv: Dušu j tilo my položym za našu svobodu, I pokažem, ščo my, brattia, kozaćkoho rodu! II Stanem brattia, v bij kryvavyj, vid Sianu do Donu V ridnim kraju panuvaty ne damo nikomu. Čorne more šče vsmichneťsia, did Dnipro zradije, Šče na našij Ukraini doleńka naspije. Pryspiv III A zavziattia pracia ščyra svoho šče dokaže, Šče sia voli v Ukraini pisń hučna rozliaže. Za Karpaty vidibjeťsia zhomonyť stepamy, Ukrainy slava stane pomiž narodamy. 𝄆 Pryspiv 𝄇}} | 1 [ʃt͡ʃɛ nɛ‿ˈu̯mɛɾ.ɫɐ ʊ.kɾɐ.ˈi.nɘ \| ni ˈsɫɑ.ʋɐ ni ˈwɔ.ʎɐ \|] [ʃt͡ʃɛ nɑm ˈbɾɑt.tʲɐ ʊ.kɾɐ.ˈin.t͡si \| ʊs.mix.ˈnɛtʲ.sʲɐ ˈdɔ.ʎɐ ‖] [ˈzɦɪ.nʊtʲ ˈnɑ.ʃi wo.ɾo.ˈʒɛɲ.kɘ \| jɑk ro.ˈsɑ nɑ ˈsɔn.t͡si \|] [zɐ.pɐ.ˈnu.jem i mɪ ˈbɾɑt.tʲɐ \| u swo.ˈij sto.ˈɾɔn.t͡si ‖] [ˈpɾɪs.piu̯] [ˈdu.ʃʊ‿j ˈti.ɫo mɪ po.ˈɫɔ.ʒɘm \| zɑ ˈnɑ.ʃʊ swo.ˈbɔ.dʊ \|] [i po.ˈkɑ.ʒem ʃt͡ʃɔ mɪ ˈbɾɑt.tʲɐ \| ko.ˈzɑt͡sʲ.ko.ɦo ˈrɔ.dʊ ‖] 2 [ˈstɑ.nem ˈbɾɑt.tʲɐ u̯‿bij kɾɘ.ˈʋɑ.ʋɘj \| ʋid ˈsʲɑ.nʊ dɔ ˈdɔ.nʊ \|] [ˈu̯‿ɾid.nim ˈkɾɑ.jʊ pɐ.nʊ.ˈʋɑ.tɘ nɛ dɐ.ˈmɔ ni.ˈkɔ.mʊ ‖] [ˈt͡ʃɔɾ.ne ˈmɔ.ɾe ʃt͡ʃɛ u̯s.mix.ˈnɛtʲ.sʲɐ \| did dni.ˈpɾɔ zɾɐ.ˈdi.je \|] [ʃt͡ʃɛ nɑ ˈnɑ.ʃij ʊ.kɾɐ.ˈi.ni ˈdɔ.ɫeɲ.kɐ nɐs.ˈpi.je ‖] [ˈpɾɪs.piu̯] 3 [ɑ zɐu̯.ˈzʲɑt.tʲɐ \| ˈpɾɑ.t͡sʲɐ ˈʃt͡ʃɪ.ɾɐ swo.ˈɦɔ ʃt͡ʃɛ do.ˈkɑ.ʒe \|] [ʃt͡ʃɛ sʲɑ ˈwɔ.li w‿ʊ.kɾɐ.ˈi.ni pisnʲ ɦʊt͡ʃ.ˈnɑ roz.ˈʎɑ.ʒe ‖] [zɑ kɐɾ.ˈpɑ.tɘ ʋi.di.ˈbjɛtʲ.sʲɐ \| zɦo.mo.ˈnɪtʲ ste.ˈpɑ.mɘ \|] [ʊ.kɾɐ.ˈi.nɘ ˈsɫɑ.ʋɐ ˈstɑ.ne ˈpɔ.miʒ ˈnɑ.ɾo.dɐ.mɘ ‖] 𝄆 [ˈpɾɪs.piu̯] 𝄇 | I A glória e a vontade da Ucrânia ainda não pereceram, E ainda sobre nós, ucranianos, o destino sorrirá mais uma vez. Nossos inimigos se derreterão, como o orvalho ao sol. E nós também governaremos, ó irmãos, a nossa própria pátria. Alma e corpo entregaremos por nossa liberdade, E mostraremos, ó irmão, que somos uma família cossaca! 𝄇 II Irmãos, vamos nos unir em uma luta sangrenta, desde o Sian até o Don Jamais permitiremos que outros governem em nossa terra natal. O Mar Negro sorrirá e o avô Dnipro se alegrará, Pois em nossa própria Ucrânia a sorte florescerá mais uma vez. Chorus III Nossa persistência e nosso trabalho sincero serão recompensados, E a canção da liberdade ressoará por toda a Ucrânia. Ecoando nas Carpathians, e ressoando pelas estepes, A fama e a glória da Ucrânia serão conhecidas entre todas as nações. 𝄆 Chorus 𝄇 |

### Letra original (1862)
A primeira estrofe do poema original de Chubynskyi é um pouco semelhante à primeira estrofe dos hinos nacionais da Polônia e da Iugoslávia e do “Hatikvah”, o hino nacional de Israel.
| Original ucraniano | Original ucraniano | Original ucraniano | Tradução em português |
| Escrita cirílica (ortografia antiga) | Transliteração | Transcrição IPA | Tradução em português |
| --- | --- | --- | --- |
| I Ще не вмерла Україна, і слава, і воля! Ще нам, браття молодії, усміхнеться доля! Згинуть наші воріженьки, як роса на сонці; Запануєм і ми, браття у своїй сторонці. Приспів: Душу й тіло ми положим за нашу свободу І покажем, що ми браття козацького роду. Гей-гей, браття миле, нумо братися за діло! Гей-гей пора встати, пора волю добувати! II Наливайко, Залізнякъ и Тарасъ Трясило Кличуть насъ изъ-за могилъ на святеє діло. Изгадаймо славну смерть лицарства-козацтва, Щобъ не втратить марне намъ своєго юнацтва. Приспів III Ой Богдане, Богдане славний нашъ гетьмане! На-що віддавъ Украіну москалямъ поганимъ?! Щобъ вернути її честь, ляжемъ головами, Назовемся Украіни вірними синами! Приспів IV Наші браття Славяне вже за зброю взялись; Не діжде ніхто, щобъ ми по-заду зістались. Поєднаймось разомъ всі, братчики-Славяне: Нехай гинуть вороги, най воля настане! Приспів | I Šče ne vmerla Ukraina, i slava, i volia! Šče nam, brattia molodii, usmichneťsia dolia! Zhynuť naši vorižeńky, jak rosa na sonci; Zapanujem i my, brattia u svoij storonci. Pryspiv: Dušu j tilo my položym za našu svobodu I pokažem, ščo my brattia kozaćkoho rodu. Hej-hej, brattia myle, numo bratysia za dilo! Hej-hej, pora vstaty, pora voliu dobuvaty! II Nalyvajko, Zalizniak y Taras Triasylo Klyčuť nas yz-za mohyl na sviateje dilo. Yzhadajmo slavnu smerť lycarstva-kozactva, Ščob ne vtratyť marne nam svojeho junactva. Pryspiv III Oj Bohdane, Bohdane slavnyj naš heťmane! Na-ščo viddav Ukrainu moskaliam pohanym?! Ščob vernuty ii česť, liažem holovamy, Nazovemsia Ukrainy virnymy synamy! Pryspiv IV Naši brattia Slaviane vže za zbroju vzialyś; Ne dižde nichto, ščob my po-zadu zistalyś. Pojednajmoś razom vsi, bratčyky-Slaviane: Nechaj hynuť vorohy, naj volia nastane! Pryspiv | 1 [ʃt͡ʃɛ nɛ ˈu̯mɛɾ.ɫɐ ʊ.kɾɐ.ˈi.nɐ \| i ˈsɫɑ.ʋɐ i ˈwɔ.ʎɐ ‖] [ʃt͡ʃɛ nɑm ˈbɾɑt.tʲɐ mo.ɫo.ˈdi.ji \| ʊs.mix.ˈnɛtʲ.sʲɐ ˈdɔ.ʎɐ ‖] [ˈzɦɪ.nʊtʲ ˈnɑ.ʃi wo.ɾi.ˈʒɛɲ.kɘ \| jɑk ro.ˈsɑ nɑ ˈsɔn.t͡si \|] [zɐ.pɐ.ˈnu.jem i mɪ ˈbɾɑt.tʲɐ \| u swo.ˈij sto.ˈrɔn.t͡si ‖] [ˈprɪs.piu̯] [ˈdu.ʃʊ‿j ˈti.ɫo mɪ po.ˈɫɔ.ʒɘm zɑ ˈnɑ.ʃʊ swo.ˈbɔ.dʊ \|] [i po.ˈkɑ.ʒem ʃt͡ʃɔ mɪ ˈbɾɑt.tʲɐ \| ko.ˈzɑt͡sʲ.ko.ɦo ˈrɔ.dʊ ‖] [ɦɛj.ˈɦɛj ˈbɾɑt.tʲɐ ˈmɪ.ɫe \| ˈnu.mo ˈbɾɑ.tɘ.sʲɐ zɑ ˈdi.ɫo ‖] [ɦɛj.ˈɦɛj po.ˈɾɑ ˈu̯stɑ.tɘ \| po.ˈɾɑ ˈwɔ.ʎʊ do.bʊ.ˈʋɑ.tɘ ‖] 2 [nɐ.ɫɘ.ˈʋɑj.ko \| zɐ.liz.ˈɲɑk ɪ tɐ.ˈɾɑs tɾʲɐ.ˈsɪ.ɫo \|] [ˈkɫɪ.t͡ʃʊtʲ nɑs ˈɪz.zɑ mo.ˈɦɪɫ nɑ sʋʲɐ.ˈtɛ.je ˈdi.ɫo ‖] [ɪz.ɦɐ.ˈdɑj.mo ˈsɫɑu̯.nʊ smɛɾtʲ ɫɘ.ˌt͡sɑɾ.stʋɐ.ko.ˈzɑt͡s.tʋɐ \|] [ʃt͡ʃɔb nɛ ˈu̯tɾɑ.tɘtʲ ˈmɑɾ.ne nɑm swo.je.ˈɦɔ jʊ.ˈnɑt͡s.tʋɐ ‖] [ˈprɪs.piu̯] 3 [ɔj boɦ.ˈdɑ.ne boɦ.ˈdɑ.ne ˈsɫɑu̯.nɘj nɑʃ ˈɦɛtʲ.mɐ.ne \|] [nɑ ʃt͡ʃɔ ʋid.ˈdɑu̯ ʊ.kɾɐ.ˈi.nʊ mos.kɐ.ˈʎɑm po.ˈɦɑ.nɘm ‖] [ʃt͡ʃɔb ʋeɾ.ˈnu.tɘ i.ˈi t͡ʃɛstʲ \| ˈʎɑ.ʒem ˈɦɔ.ɫo.ʋɐ.mɘ \|] [nɐ.zo.ˈʋɛm.sʲɐ ʊ.kɾɐ.ˈi.nɘ ˈʋiɾ.nɘ.mɘ sɘ.ˈnɑ.mɘ ‖] [ˈprɪs.piu̯] 4 [ˈnɑ.ʃi ˈbɾɑt.tʲɐ sɫɐ.ˈʋʲɑ.ne u̯ʒɛ zɑ ˈzbɾɔ.jʊ ˈu̯zʲɑ.ɫɘsʲ \|] [nɛ diʒ.ˈdɛ nix.ˈtɔ \| ʃt͡ʃɔb mɪ pɔ zɐ.ˈdu zi.ˈstɑ.ɫɘsʲ ‖] [po.jed.ˈnɑj.mosʲ ˈrɑ.zom u̯si \| ˈbɾɑt.t͡ʃɘ.kɘ sɫɐ.ˈʋʲɑ.ne \|] [ne.ˈxɑj ˈɦɪ.nʊtʲ wo.ɾo.ˈɦɪ \| nɑj ˈwɔ.ʎɐ nɐ.ˈstɑ.ne ‖] [ˈprɪs.piu̯] | I A glória e a vontade da Ucrânia ainda não pereceram, E ainda sobre nós, ucranianos, o destino sorrirá mais uma vez. Nossos inimigos se derreterão, como o orvalho ao sol. E nós também governaremos, ó irmãos, a nossa própria pátria. Chorus: 𝄆 Alma e corpo entregaremos por nossa liberdade, E mostraremos, ó irmãos, que somos uma família cossaca! 𝄇 Ei, ei, queridos irmãos, avante, para a batalha Ei, ei, é hora de se levantar, hora de ganhar a liberdade! II Nalyvaiko, Zalizniak e Taras Triasylo Chamem-nos do túmulo para a batalha sagrada. Relembrem a famosa morte dos cavalheirescos cossacos Para que não percamos nossa juventude em vão. Chorus III Ó Bohdan, ó Bohdan, nosso glorioso hetman Por que você enteegou a Ucrânia a esses miseráveis moskais? Em retribuição à sua honra, todos nós reclinaremos nossas cabeças E todos nós nos chamaremos de filhos fiéis da Ucrânia! Chorus IV Nossos irmãos eslavos já tomaram armas Para que ninguém venha nos atacar pelas costas. Vamos todos nos unir, ó irmãos eslavos: Para que os inimigos pereçam e a liberdade chegue! Chorus |

## Adaptações
A música “Slava Ukraini!”, escrita como uma “canção de resistência” durante a invasão russa da Ucrânia em 2022, é inspirada no tema de abertura do hino nacional ucraniano.

## Arranjos e performances notáveis
- “A Ucrânia não pereceu!”. Mykhailo Zazulyak. Estúdio Columbia, EUA, 1915;[35]
- “A Ucrânia já se levantou!” (Вже воскресла Україна!) (ano de 1926) por Mykhailo Zazulyak;[36]
- Hino nacional da Ucrânia (versão rock), de Nicky Rubchenko;[37]
- Hino da Ucrânia interpretado por 14 nacionalidades da Ucrânia;[38]
- Hino da Ucrânia em arranjo orquestral e instrumental de Anatoly Avdievskyi;[39]
- Hino nacional da Ucrânia executado por Apocalyptica;[40]
- Hino nacional da Ucrânia executado por Dzidzio;[41]
- Hino nacional da Ucrânia interpretado por Tina Karol;[42][43]
- Hino nacional da Ucrânia interpretado por Jamala[44]
- Hino nacional da Ucrânia interpretado por Oleksandr Ponomaryov[45]
- Hino nacional da Ucrânia interpretado por Vopli Vidopliassova[46]